# Kuchnia Nyonya

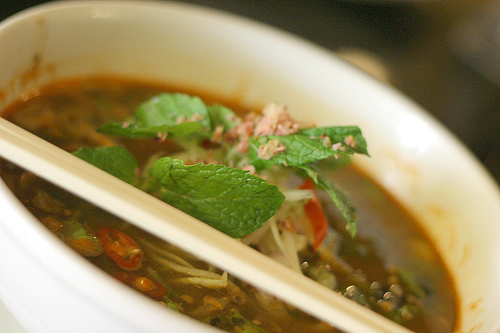
Zupa asam laksa

Kuchnia Nyonya – tradycja kulinarna Chińczyków Peranakan od dawna osiadłych w Malezji, Singapurze i Indonezji. Łączy potrawy kuchni chińskiej z lokalnymi przyprawami. Podstawowe składniki obejmują makaron pszenny i ryżowy, mleczko kokosowe, galangal, liście laksa, liście pandanowca, sok tamaryndowca, palczatkę cytrynową, liście papedy i pastę krewetkową belacan. Kuchnia Nyonya wykazuje pewne zróżnicowanie regionalne. Niepowtarzalny smak potrawy zawdzięczają tzw. rempah, mieszance przypraw każdorazowo ucieranych w moździerzu na pastę.

## Przykładowe potrawy
- asam laksa – kwaśna zupa z Penangu
- laksa lemak – zupa z mleczkiem kokosowym z Singapuru
- otak-otak – potrawa rybna w liściu bananowca
- ayam buah leluak – kurczak z orzeszkami kepayang
- kuih · kolorowy deser